# سنرايز مانور (نيفادا)
سنرايز مانور (بالإنجليزية: Sunrise Manor)‏ هي بلدة غير مدخلة  وجزء من بلدية لاس فيغاس في مقاطعة كلارك في ولاية نيفادا الأمريكية، وتقع على القاعدة الغربية من جبل فرينشمان، شرق لاس فيغاس. بلغ عدد السكان 189,372 نسمة في لتعداد عام 2010.  إذا تم إدخال سنرايس مانور، فستكون إحدى أكبر المدن في ولاية نيفادا. تأسست سونرايس مانور في مايو 1957. 